# Josh Holloway
Josh Holloway (San José, California, 20 de julio de 1969) es un actor estadounidense, famoso por haber interpretado a James "Sawyer" Ford en la serie Lost, a Gabriel Vaughn en la serie Intelligence y a Will Bowman en la serie de ciencia ficción Colony.

## Biografía
Nació en California (Estados Unidos), pero a la edad de tres años se trasladó con su familia a Cordillera Azul, Georgia, donde creció junto a sus tres hermanos, uno mayor que él y dos menores. Su pasión por el cine apareció a una edad muy temprana. Tras un año de estudios en la Universidad de Georgia, Josh decidió abandonar los libros para dedicarse a labrar una carrera como modelo, que le llevaría a diferentes lugares de la geografía europea y estadounidense.
En Los Ángeles, sus intentos por conseguir papeles no cesaron hasta presentarse su oportunidad en la serie televisiva Doctor Benny, una comedia de situación en la que trabajó con los actores Eddie McClintock y Sarah Wynter. Tras esta serie continuó con su carrera interpretativa en el cine independiente, participando en los rodajes de películas como Mi amigo, Moving August y Cold Heart, donde coincidió con Nastassja Kinski.
Fue por aquel entonces cuando le llegó una gran noticia, la cadena norteamericana Sci-Fi le contrató para participar en la serie Sabretooth junto a David Keith y John Rhys-Davies. Este papel le supuso a Josh tener una mayor repercusión en el mundo del espectáculo, lo que le abrió las puertas de series como CSI o NCIS. Además participó en un episodio de la serie Angel, donde interpretó a un vampiro. Participó también en el vídeo musical del tema Cryin' del grupo de rock Aerosmith.
Pero fue su participación en la serie Lost interpretando el papel de James Ford, alias "Sawyer", un estafador cínico y frío que no obstante deja entrever una realidad diferente, lo que le convirtió en un actor de fama mundial, siendo reconocido su trabajo actoral por la crítica especializada. Protagonizó también la película Whisper.

## Vida personal
Luego de filmar el piloto de Lost en Oahu, Hawái, se comprometió con su novia, Yessica Kumala, nativa de Indonesia, con quien tenía una larga relación. La pareja se casó el 1 de octubre de 2004. Tienen dos hijos: Java Kumala (nacida en 2009) y Hunter Lee (nacido en 2014).
En un tráiler de Channel 4 que fue lanzado en el Reino Unido, Holloway declaró "de verdad me gusta la cerveza", y opinó que la invención más grande de todos los tiempos era el "alcohol destilado", mientras sus colegas de Lost optaron por "lápiz y papel", "la rueda" y "la guitarra".

## Filmografía

### Cine
| Año  | Título                               | Rol                 | Notas                  |
| ---- | ------------------------------------ | ------------------- | ---------------------- |
| 2001 | Cold Heart                           | Sean                |                        |
| 2002 | Moving August                        | Loren Carol         |                        |
| 2002 | Mi amigo                             | Pal joven           |                        |
| 2002 | My Daughter's Tears                  | Sin créditos        |                        |
| 2002 | Sabretooth                           | Trent Parks         | Película de televisión |
| 2003 | Doctor Benny                         | Pheb                |                        |
| 2006 | Just Yell Fire                       | Él mismo            |                        |
| 2007 | Whisper                              | Max Truemont        |                        |
| 2009 | Stay Cool                            | Wino                |                        |
| 2011 | Misión imposible: Protocolo fantasma | Trevor Hanaway      |                        |
| 2011 | Five                                 | Bill                | Película de televisión |
| 2013 | Battle of the Year: The Dream Team   | Jason Blake         |                        |
| 2013 | Paranoia                             | Agente Gamble       |                        |
| 2014 | Sabotage                             | Eddie "Neck" Jordan |                        |

### Televisión
| Año       | Título                         | Rol                  | Notes |
| --------- | ------------------------------ | -------------------- | --- |
| 1999      | Angel                          | Tipo apuesto         | Episodio: "City of..." |
| 2001      | Walker, Texas Ranger           | Ben Wiley            | Episodio: "Medieval Crimes" |
| 2003      | CSI: Crime Scene Investigation | Kenny Richmond       | Episodio: "Assume Nothing" |
| 2003      | The Lyon's Den                 | Boytoy de Lana       | Episodio: "Separation Anxiety" |
| 2004      | NCIS                           | Sheriff              | Episodio: "My Other Left Foot" |
| 2004      | Good Girls Don't               | Eric                 | Episodio: "Addicted to Love" |
| 2004–2010 | Lost                           | James "Sawyer" Ford- | 116 episodios Nominado a un Premio Saturn al mejor actor de televisión Nominado a un Premio del Sindicato de Actores a actuación sobresaliente en una serie dramática Nominado a un Premio Saturn por mejor actor de reparto en televisión(2007–09) |
| 2011      | Community                      | Black Rider          | Episodio: "A Fistful of Paintballs" |
| 2013      | Yo Gabba Gabba!                | Granjero Josh        | Episodio: "Farm" |
| 2014      | Intelligence                   | Gabriel Vaughn       | Rol principal |
| 2016-2018 | Colony                         | Will Bowman          | 36 episodios |
| 2020      | Amazing Stories                | Wayne Wilkes         | Episodio: Señales de vida |
| 2020      | Yellowstone                    | Roarke Morris        | Temporada 3 (recurrente) |

### Videojuegos
| Año  | Título                             | Rol  |  |
| ---- | ---------------------------------- | ---- |  |
| 2007 | Command & Conquer 3: Tiberium Wars | Ajay |  |